# 卡林斯科耶农村居民点
卡林斯科耶农村居民点（俄语：Каринское сельское поселение）是俄罗斯联邦弗拉基米尔州亚历山德罗夫区所属的一个农村居民点。其下辖有53个居民点，行政中心为大卡林斯科耶。据2016年统计，该农村居民点的人口为1751人。